# Фонтенуа-ла-Жут
Фонтенуа́-ла-Жут (фр. Fontenoy-la-Joûte) — коммуна во французском департаменте Мёрт и Мозель региона Лотарингия. Относится к кантону Баккара.

## География
Фонтенуа-ла-Жут расположен в 45 км к юго-востоку от Нанси и в 6 км к западу от Баккары. Соседние коммуны: Глонвиль и Азерай на северо-востоке, Баккара и Денёвр на востоке, Менармон на юге, Домптэль на юго-западе.

## История

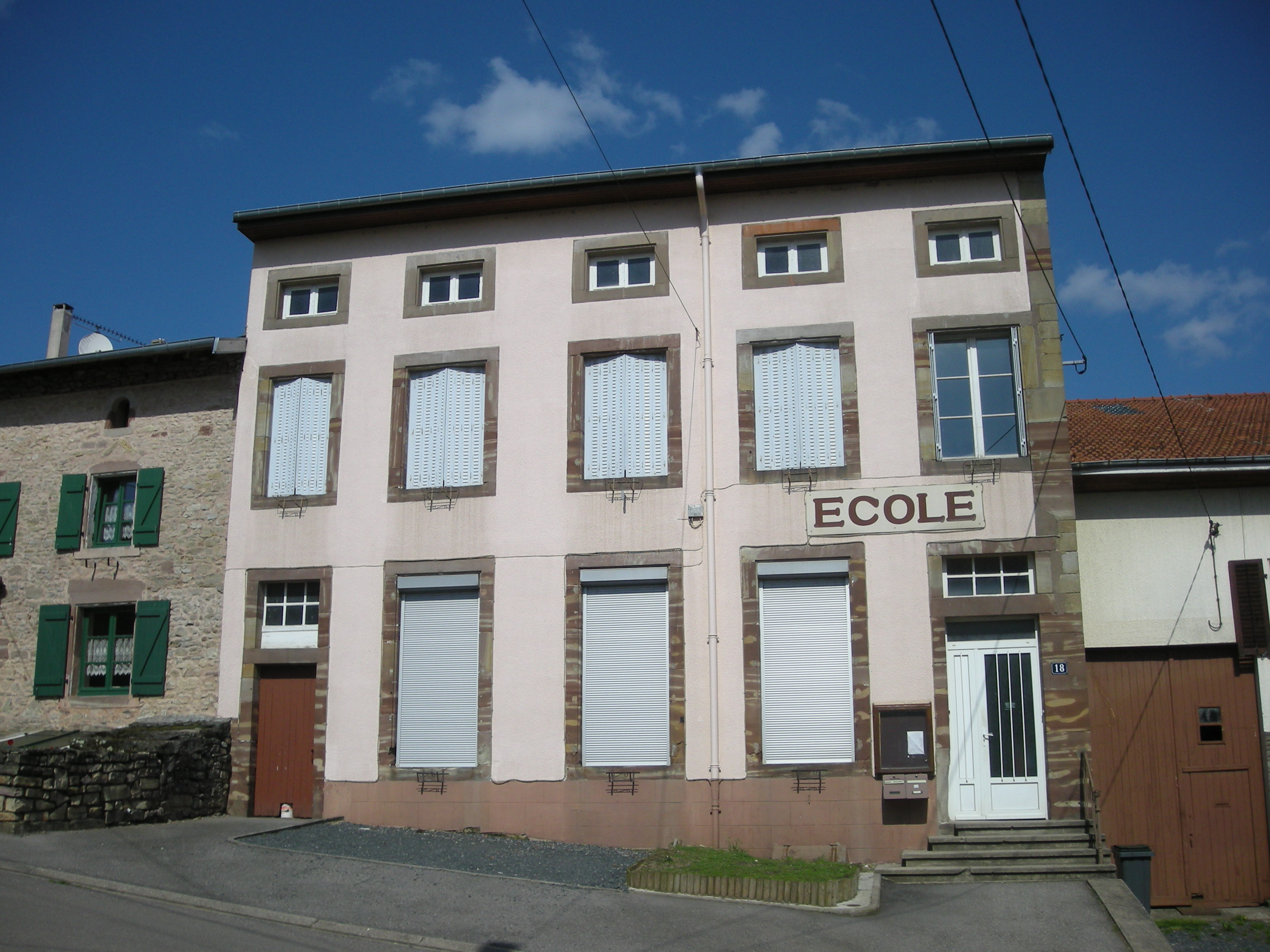
Школа.

Село появилось в раннем Средневековье, примерно в 9 веке. Жители занимались лесорасчисткой. В 1120 году упоминается как Fonteneis, в 1290 году имеется упоминание о пруде в Funtenoy, новом названии деревни. В 1394 году - это Fontenoy en Voge. В 1601 году появляется современное название Fointenoy. В 17 веке, коммуна сильно пострадало от войн, мэр и многие жители были убиты. В результате опустошения деревни она была объединена с соседней Домптэль и за ней закрепилось прозвище Fontenoy la Jotte, которое фактически и сохранилось до настоящего времени, хотя в 1646 году официальное название стало Fontenoy lès Deneuvre.

## Демография
Население коммуны на 2010 год составляло 289 человек.
| 1962 | 1968 | 1975 | 1982 | 1990 | 1999 | 2010 |
| ---- | ---- | ---- | ---- | ---- | ---- | ---- |
| 344  | 340  | 292  | 275  | 278  | 281  | 289  |

## Достопримечательности
- С 1996 года коммуна входит в ряд т.н. книжных деревень: здесь расположено множество букинистических магазинов.

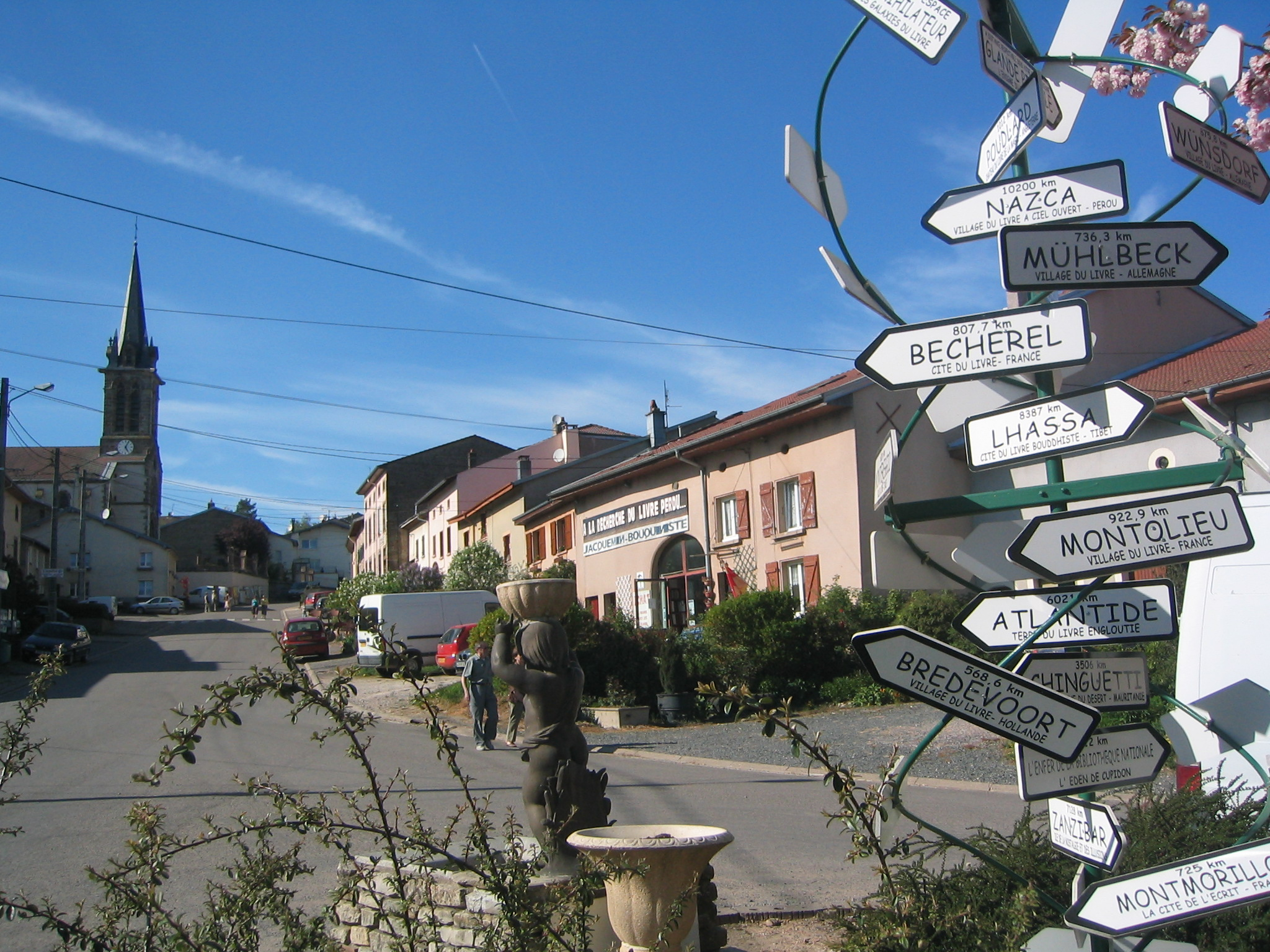
Площадь в Фонтенуа-ла-Жут
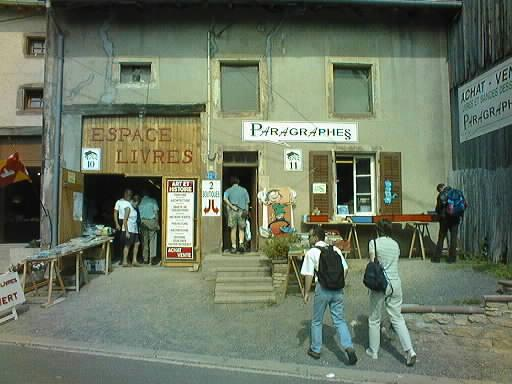
Букинистические магазины в Фонтенуа-ла-Жут